# Gura Văii (okręg Dolj)
Gura Văii – wieś w Rumunii, w okręgu Dolj, w gminie Podari. W 2011 roku liczyła 508 mieszkańców.